# Mike Brewer
Mike Brewer (Lambeth, Londres, Reino Unido, 28 de agosto de 1964) es un presentador de televisión y antiguo vendedor de coches británico. Actualmente presenta el programa Wheeler Dealers del canal Discovery Channel junto con Marc Priestley. En el año 2013 protagoniza el programa Wheeler Dealers Trading Up, donde recorre el mundo comprando y vendiendo automóviles con un presupuesto inicial de 2.000 £ con el objetivo de conseguir un vehículo de gama alta.